# Синагоги Луцька

Зірка Давида

Синагоги Луцька — будинки, в яких колись містилися синагоги в Луцьку. Були покинуті євреями внаслідок подій Другої світової війни.

## Історія
Перші згадки про євреїв Луцька сягають ще 1388 р., коли великий князь Вітовт Великого князівства Литовського надав привілей усім євреям князівства. Зазвичай євреї займалися збиранням податків, торгівлею, тримали пивоварні, різноманітні цехи. У 1506 р. після десятирічного вигнання із князівства Литовського євреї Луцька отримали від короля Сигізмунда I привілей зокрема на ліквідацію податку розміром 12 кіп грошей за дерев'яну синагогу.
У XVI ст. було вже кілька малих синагог у місті. У 1600 р. єврейська громада Луцька отримала привілей від короля Сигізмунда ІІІ на право самоуправління у єврейському кварталі міста. У 1626—1628 рокаху була збудована нова велика синагога у центрі Жидівщини — єврейського кварталу. Протягом XVII і на початку XVIII в Луцьку активно розвивалося єврейське шкільництво , була єшива.

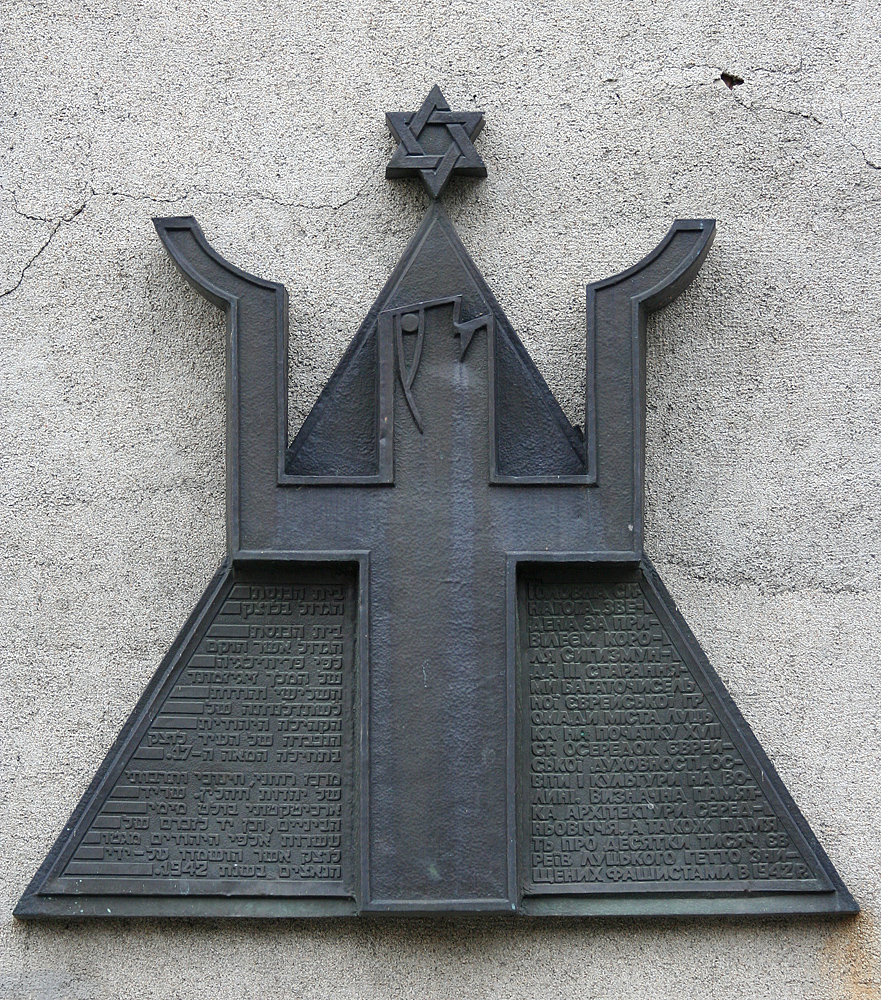
Євреям Луцька 1942 р.

У 1867 році в Луцьку діяло 12 синагог. А в 1910 уже 20. Згодом їх кількість зростала. У роки перед Другою світовою за різними даними в Луцьку було 25-50 синагог. Єврейське населення міста становило за різними даними 48%-80%.
Під час війни в Луцьку було утворено 3 гетто, у яких перебувало близько 17 тисяч євреїв. У 1942 році вони були знищені. Крім того, було розгромлено багато синагог, єврейських будинків, магазинчиків, установ.

## Колишні синагоги сьогодні
Багато будинків було назавжди зруйновано. Хоча збереглося ще трохи єврейської забудови Луцька, проте важко встановити, які і де саме були синагоги, адже багато було зруйновано. Так, наприклад, на місці одного з єврейських кварталів міста (початок проспекту Волі) згодом постали нові будинки у 1950-х.
Наступний неповний список ілюструє деякі збережені будинки, що містили синагоги.
| Назва, відомості | Адреса                           | Фото |
| Головна синагога з оборонною вежею. Збудована у 1626—1628 роках. Зараз не діє. | Вулиця Данила Галицького, 33     |      |
| Будинок ґміни. Зведений у 1923 році. Зараз тут Волинський єврейський общинний центр ім. Ісаака Долинського.                                                                         | Вулиця Богдана Хмельницького, 6  |      |
| Галицька синагога. Збудована після 1862 року. | Вулиця Караїмська, 36            |      |
| Олицький Бесгамедриш. У 1862 році вже існувала. Поряд знаходилася лазня. Після війни будинок переобладнали під кінотеатр «Зміна». Зараз кінотеатр не діє, використовується як кафе. | Вулиця Богдана Хмельницького, 40 |      |
| Пурицова синагога. До Другої світової будинок був одноповерховим. | Вулиця Горького, 3               |      |